# Karl Theodor von Heigel
Karl Theodor von Heigel, född 23 augusti 1842 i München, död där 23 mars 1915, var en tysk historiker; bror till Karl August von Heigel.
Heigel anställdes 1872 vid bayerska riksarkivet, blev 1879 extra ordinarie och 1885 ordinarie professor i historia vid Münchens universitet. Han erhöll 1898 personlig adelsvärdighet och utnämndes 1904 till president för bayerska vetenskapsakademien. Utöver nedanstående skrifter utgav han flera band med historiska essäer med ämnen från skilda tider.